# Апшеронское городское поселение
Апшеронское городско́е поселе́ние — муниципальное образование в Апшеронском районе Краснодарского края России.
Административный центр — город Апшеронск.
В рамках административно-территориального устройства Краснодарского края городскому поселению соответствует город районного значения с подчинёнными ему тремя сельскими населёнными пунктами.

## Население
| 2010    | 2012    | 2013    | 2014    | 2015    | 2016    | 2017    |
| ------- | ------- | ------- | ------- | ------- | ------- | ------- |
| 41 536  | ↗41 618 | →41 618 | ↘41 527 | ↗41 603 | ↗41 744 | ↘41 632 |
| 2018    | 2019    | 2020    | 2021    | 2023    |         |         |
| ↘41 409 | ↘41 149 | ↘40 887 | ↗41 398 | ↘40 653 |         |         |

## Населённые пункты
В городское поселение входят 4 населённых пункта:
| № | Населённый пункт | Тип населённого пункта | Население |
| - | ---------------- | ---------------------- | --------- |
| 1 | Апшеронск        | город                  | ↘39 047   |
| 2 | Зазулин          | хутор                  | ↘630      |
| 3 | Спасов           | хутор                  | ↘357      |
| 4 | Цуревский        | хутор                  | ↗324      |